# Mahakali Rajmarg
Der Mahakali Rajmarg (Nepali महाकाली राजमार्ग; englisch Mahakali Highway) ist eine Fernstraße in der Verwaltungszone Mahakali im äußersten Westen Nepals.
Die 320 km lange Überlandstraße führt von der indischen Grenze bei Dhangadhi im Südwesten Nepals in nördlicher Richtung nach Attariya, wo der Mahendra Rajmarg die Straße kreuzt. Der Mahakali Rajmarg verlässt die Teraiebene und überquert die Siwaliks und später die Bergketten des Vorderen Himalaya in nördlicher Richtung. Die Fernstraße passiert die Städte Patan und Amargadhi und endet schließlich in Mahakali, der Hauptstadt des Distrikts Darchula, an der indischen Grenze am Ostufer des Mahakali.